# Chestnut Ridge
Chestnut Ridge é uma vila localizada no estado norte-americano de Nova Iorque, no Condado de Rockland.

## Demografia
Segundo o censo dos Estados Unidos de 2010, a sua população era de 7916 habitantes.

## Geografia
De acordo com o United States Census Bureau tem uma área de 12,8 km², dos quais 12,8 km² cobertos por terra e 0,0 km² cobertos por água.